# 김원기 (1964년생 정치인)
김원기(金元基, 1964년 1월 27일 ~ )은 대한민국의 제8·9·10대 경기도의원이다.

## 학력
- 동국대학교 행정대학원 복지행정과 행정학 석사 졸업

- 건양대학교 대학원 박사 과정 행정학 박사 졸업

## 경력
- 의정부시 평생교육비전센터장
- 통일부 통일교육전문위원
- 초당대학교 사회복지학과 겸임 교수
- 전남도립대학교 사회복지학과 겸임 교수
- 협성대학교 대학원 박사과정 강사
- 한국능력교육개발원 연구 교수
- 한국문인협회 회원 (시인)
- 대한웅변인협회 경기도 본부 회장
- 새정치민주연합 부대표
- 2012.04 ~ 2014.06 제8대 경기도의회 의원
  - 2012.04 ~ 2012.06 제8대 경기도의회 전반기 도시환경위원회 위원
  - 2012.07 ~ 2014.06 제8대 경기도의회 후반기 여성가족평생교육위원회 위원
  - 2012.07 ~ 2014.06 제8대 경기도의회 후반기 의회운영위원회 위원
- 2014.07 ~ 2018.06 제9대 경기도의회 의원
  - 2014.07 ~ 2018.06 제9대 경기도의회 전반기 안전행정위원회 위원
  - 2014.07 ~ 2016.07 제9대 경기도의회 전반기 정보화위원회 위원장
  - 2016.07 ~ 2018.06 제9대 경기도의회 후반기 안전행정위원회 위원
- 2018.07 ~ 2022.03 제10대 경기도의회 의원
  - 2018.07 ~ 2020.07 제10대 경기도의회 전반기 여성가족교육협력위원회 위원
  - 2018.07 ~ 2020.07 제10대 경기도의회 전반기 부의장

## 역대 선거 결과
|  | 3.34% |

|  | 50.81% |

|  | 47.92% |

|  | 72.95% |

|  | 45.93% |